# Warwara Sahakjan
Warwara Sahakjan (armenisch Վարվառե Սահակյան; † 1934 in Beirut) war eine armenische Politikerin. Sie gehörte zu den ersten drei Frauen im 80-köpfigen Parlament der kurzlebigen Demokratischen Republik Armenien.

## Leben
Warwara Sahakjan gehörte zu den ersten Mitgliedern der 1890 gegründeten Armenischen Revolutionären Föderation („Daschnaken“). Am 28. Mai 1918 wurde die erste Republik Armenien unabhängig. Ihr Ehemann Awetik Sahakjan wurde erster Parlamentspräsident des Landes. Die junge Republik gab sich das allgemeine Wahlrecht für Männer und Frauen über 20 Jahren. Da es im zaristischen Russland keine starke Frauenwahlrechtsbewegung gegeben hatte, waren es armenische Migranten, die diese Idee aus Westeuropa mitbrachten. Sahakjan wurde mit Katarine Salian-Manoukian und Perchouhi Partizpanjan-Barseghjan am 21. und 23. Juni 1919 zur Abgeordneten gewählt. Im 80-köpfigen Parlament konzentrierte sie sich auf den Bereich der Bildung und Gesetzesinitiativen in diesem Bereich.
Am 29. November 1920 putschten sich armenische Bolschewiki unblutig an die Macht und riefen am 2. Dezember 1920 die Sowjetrepublik aus. Vier Tage später marschierte die 11. Armee der Roten Armee ein. In der Folge wurde die Armenische Sozialistische Sowjetrepublik ausgerufen, die im Dezember 1922 die Union der Sozialistischen Sowjetrepubliken (UdSSR) mitbegründete. Ihr Ehemann wurde in Jerewan inhaftiert. 
Nach dem Scheitern des Aufstands vom Februar 1921 flüchtete das Ehepaar mit ihren zwei Kindern nach Täbris im heutigen Iran. Im Jahr 1927 gingen sie in den Irak und zuletzt aus Gesundheitsgründen nach Beirut im Libanon. Dort engagierte sie sich für den Armenischen Hilfsdienst. Im Jahr 1932 verlor Sahakjan ihr zweites Kind, ein Jahr später ihren Ehemann.
Warwara Sahakjan starb 1934 in Beirut.